# Kemal Astare
Kemal Astare (* 1960 in Kaleçik, Türkei) ist ein deutscher Schriftsteller  zazaischer Abstammung. 
Astare lebt seit 1971, also seit seiner Kindheit, mit seiner Familie in Deutschland. Er arbeitet als vereidigter Dolmetscher, Übersetzer und Sprachlehrer für Türkisch und Zazaisch. Daneben ist er freier Schriftsteller, veröffentlichte einige Bücher und konzipierte und moderierte beispielsweise auch regelmäßig WDR-Radiosendungen über die Zaza. 1986 nahm er an dem Schreibwettbewerb »Leben in der Fremde« in Tübingen teil und errang einen Preis.
Von Astare erschienen Gedichtbände auf Zaza (zum Teil zweisprachig) in Deutschland und der Türkei. Daneben übersetzte und bearbeitete er Volksmärchen aus Kurdistan (1995) für den deutschen Sprachraum. Zuletzt erschien sein Erzählband Die Blumen des Orients duften im Herzen des Okzidents (2009).